# White Swan (Waszyngton)
White Swan – jednostka osadnicza w Stanach Zjednoczonych, w stanie Waszyngton, w hrabstwie Yakima.